# Galén (nakladatelství)
Galén je české nakladatelství zaměřené na oblast medicíny a zdravotnictví. Vzniklo v roce 1993 v Praze, název připomíná řeckého lékaře Galéna. Ředitelem nakladatelství je Lubomír Houdek.

## Hudební edice
V roce 2005 vznikla v rámci tohoto nakladatelství ediční řada Olivovníky (pojmenovaná podle písně Vladimíra Merty), která se zaměřuje na vydávání knih a hudebních alb většinou z oblasti českého folku 70. let, hlavně tvůrců ze sdružení Šafrán. První knihou byla sbírka fejetonů Jiřího Dědečka Bát se a krást (2005), dále vyšly např. rozhovory s Jiřím Černým (Jaroslav Riedel: Kritik bez konzervatoře, 2006) či Vlastou Třešňákem (Ondřej Bezr: To je hezký, ne?, 2007) a životopis Karla Kryla od Vojtěcha Klimta Akorát že mi zabili tátu. V edici vyšla i řada hudebních alb, buď archivní, dosud nereeditované nahrávky (Vladimír Merta: Ballades de Prague, 2009; Šafrán: Nahrávky z let 1968-1976, 2011; Vlasta Třešňák: Koh-i-noor atd., 2012; Svatopluk Karásek: Řekni ďáblovi ne, 2012; Charlie Soukup: Radio, 2012 atd.), nové nahrávky z okruhu autorů Šafránu (Třešňák Band: Němý suflér, 2011; Jan Jeřábek: Otisky příběhů ze snů, 2013; Jaroslav Hutka: Bílý slon, 2013; Vladimír Merta: Imagena, 2014) i úplně nová alba (Jana Šteflíčková: Jana Šteflíčková, 2012; Ľubica Christophory a Martin Evžen Kyšperský: Tayna, 2013; Osamělí písničkáři: Turniketem do ráje, 2015). V současnosti zde také na pokračování vychází souborné publicistické dílo Jiřího Černého Jiří Černý... na bílém.